# Juris Štāls
Juris Štāls (* 8. April 1982 in Riga, Lettische SSR) ist ein lettischer Eishockeyspieler, der seit Juli 2015 beim HK Kurbads in der Lettischen Eishockeyliga unter Vertrag steht.

## Karriere
Juris Štāls begann seine Spielerkarriere als Juniorenspieler bei Lukko Rauma, bevor er beim NHL Entry Draft 2001 von den New York Rangers in der neunten Runde an 269. Stelle ausgewählt wurde. Die Rangers holten ihn nach Nordamerika und er spielte für die Sarnia Sting in der Ontario Hockey League. Zu Beginn der Saison 2002/03 ging er für Vaasan Sport in der Mestis aufs Eis, wechselte aber später zurück in die OHL zu Owen Sound Attack und gab außerdem sein Debüt in der American Hockey League. In der Saison 2003/04 gehörte er fest dem AHL-Kader des Hartford Wolf Pack, dem Farmteam der Rangers, an. Die folgenden zwei Jahre verbrachte er bei den Charlotte Checkers in der ECHL, die wiederum Farmteam des Wolf Pack sind. Ab Sommer 2006 spielte Štāls wieder in Europa und kam über die Stationen Torpedo Nischni Nowgorod, HC Oceláři Třinec und HK Njoman Hrodna zum HK Riga 2000.
Im Oktober 2009 wurde Štāls von den Quad City Mallards aus der International Hockey League unter Vertrag genommen und absolvierte für das Franchise 74 Partien. Im Juni 2010 kehrte er nach Lettland zu seinem alten Arbeitgeber Dinamo Riga zurück.
Ab Juli 2012 spielte er für den HK Kryschynka Kompanjon Kiew aus der Ukrainischen Eishockeyliga, ehe er zum Jahreswechsel 2012/13 zum HK Poprad in die slowakische Extraliga wechselte. Dort verbrachte er die folgenden 2 Spielzeiten mit einer kurzzeitigen Unterbrechung beim HC Energie Karlovy Vary.

### International
Juris Štāls spielte bisher bei je einer Junioren-Meisterschaft für die Lettische U18- und U20-Auswahl. Neben der Berufung in den Kader für die Qualifikation zu den Olympischen Winterspielen 2006 wurde er bei der Weltmeisterschaft 2006, 2008 und 2010 eingesetzt.

## Karrierestatistik

### International
(Legende zur Spielerstatistik: Sp oder GP = absolvierte Spiele; T oder G = erzielte Tore; V oder A = erzielte Assists; Pkt oder Pts = erzielte Scorerpunkte; SM oder PIM = erhaltene Strafminuten; +/− = Plus/Minus-Bilanz; PP = erzielte Überzahltore; SH = erzielte Unterzahltore; GW = erzielte Siegtore; 1 Play-downs/Relegation; Kursiv: Statistik nicht vollständig)